# Auditorium Enrico Caruso
L'Auditorium Enrico Caruso è una sala polivalente situata all'interno del Gran Teatro Giacomo Puccini di Torre del Lago, nel comune di Viareggio. Si trova all'interno del Parco della Musica.

## Storia e descrizione
Sotto la parte alta della platea del teatro, trova posto anche l'auditorium, che contiene fino ad un massimo di 500 posti, il foyer a esso collegato, e i servizi connessi, oltre a una saletta prove.
Sotto la terrazza est, dalla parte dell'auditorium sono invece presenti la sala trucco, la calzoleria e la sartoria.
L'auditorium e tutti gli ambienti a esso connessi dal punto di vista impiantistico sono indipendenti dal resto del teatro, al fine di garantire la possibilità di un utilizzo autonomo di tali spazi, in particolare nel periodo invernale.
È in grado di ospitare spettacoli dal vivo di prosa, di musica e conferenze anche in inverno.
È stato inaugurato il 12 maggio 2024 con un concerto di Francesco Nicolosi e Francesca Vitali nell’ambito delle celebrazioni del centenario della morte di Giacomo Puccini.